# 714X
714Xは、生物学者ガストン・ネサンがガンをはじめとする変性疾患を対象に開発した免疫力改善製剤。アメリカでは使用および輸入が禁止されているが、カナダでは通常医療をやり尽くした末期のガン患者に対し、代替医療（選択医療）として合法的に認可されている。
それ以外の国に対しては、製造会社のオンラインサイトを通じて販売されている。
これは、窒素を主成分に、ミネラル塩、18種類の微量元素のほかに、成分のタクシー効果のためにカンファーが含まれている。

ガン治療における714Xの安全性および効果を評価した査読論文は存在しない。正式な臨床試験は行われておらず、症例シリーズ報告の発表はなされていない。